# Sus ahoenobarbus
Il cinghiale barbato di Palawan (Sus ahoenobarbus Huet, 1888) è una specie di suide originaria di alcune isole delle Filippine.

## Descrizione

### Dimensioni
Misura 100-160 cm di lunghezza testa-corpo e può raggiungere i 100 cm di altezza al garrese; il peso può raggiungere i 150 kg.

### Aspetto
Fino a pochi anni fa, i cinghiali barbati del Sud-est asiatico venivano riuniti in un'unica specie, Sus barbatus, a sua volta suddivisa in tre sottospecie. Tuttavia, le analisi genetiche hanno oggi garantito al cinghiale barbato di Palawan lo status di specie a sé stante. Come i suoi ex conspecifici, presenta un cranio allungato e un folto ciuffo di ispidi peli bianchi che ricopre le guance e il grugno. Il grosso corpo, sorretto da lunghe zampe, è ricoperto da una rada peluria di colore variabile dal bruno-rossastro al nero. Il maschio è leggermente più grande della femmina e presenta verruche facciali piccole ma ben evidenti, che si ritiene costituiscano una sorta di protezione durante gli scontri testa a testa con i suoi simili.

## Biologia
Conosciamo molto poco riguardo alla biologia del cinghiale barbato di Palawan, se si esclude quello che è stato dedotto in passato dalle osservazioni dei cinghiali barbati di Indonesia e Malesia, Sus barbatus barbatus e S. b. oi. Tuttavia, si ritiene che il cinghiale barbato di Palawan sia molto più sedentario di Sus barbatus, dal momento che in questa specie non sono mai state segnalate le periodiche migrazioni di massa che intraprenderebbero entrambe le suddette sottospecie.
Tutti i cinghiali barbati hanno una dieta molto varia, composta principalmente da frutta e semi, ma anche da un gran numero di altre sostanze, da radici e funghi a piccoli vertebrati e carogne. I maschi adulti sono generalmente solitari, ma le femmine e i giovani si alimentano in gruppi familiari matriarcali, che talvolta si riuniscono a formare branchi più grandi. Il picco della stagione riproduttiva coincide con la transizione dalla fioritura allo sviluppo dei primi frutti nella foresta: questo fa ipotizzare che i cinghiali potrebbero avere uno stimolo visivo alla riproduzione dai petali che cadono. Dopo l'accoppiamento, la femmina costruisce un nido temporaneo tra la vegetazione in cui dà alla luce da 3 a 11 piccoli, dopo un periodo di gestazione che dura da 90 a 120 giorni. Il nido sarà utilizzato solo dalla madre e dai suoi piccoli per una settimana-dieci giorni.

## Distribuzione e habitat
Endemico delle Filippine, il cinghiale barbato di Palawan è presente solamente sulle isole di Balabac, Palawan e Calamian. Vive e va in cerca di cibo soprattutto nelle foreste sempreverdi, dal livello del mare fino a circa 1500 metri, ma penetra talvolta anche nei terreni coltivati ai margini della foresta.

## Conservazione
A causa dell'elevata pressione venatoria e della rapida distruzione dell'habitat in un areale già originariamente ristretto, il cinghiale barbato di Palawan è il più minacciato tra i cinghiali barbati del Sud-est asiatico. La forte crescita demografica e la povertà stanno costringendo le popolazioni locali ad un'agricoltura di sussistenza a scapito delle foreste ricche di biodiversità di Palawan. Inoltre, nonostante la messa al bando del disboscamento commerciale in tutta la provincia di Palawan negli anni '90, i prelievi di legname illegali su piccola scala sono ancora responsabili della continua riduzione delle aree boschive. L'impatto che la deforestazione sta avendo sul cinghiale barbato di Palawan è aggravato dalla caccia intensiva a scopo alimentare e, in particolare, dall'aumento del ricorso a metodi di caccia non tradizionali come gli esplosivi.
Al momento non esistono misure di conservazione apposite per questa specie. Uno dei limiti più significativi alla messa in atto di una strategia di conservazione è la scarsità di informazioni, in particolare per quanto riguarda lo status delle popolazioni. Un piano d'azione stilato nel 1993 dal Pigs, Peccaries and Hippos Specialist Group della IUCN sottolineò la necessità di una ricerca di base per stabilire, tra le altre cose, l'entità e la localizzazione della popolazione esistente. Più di venticinque anni dopo, e senza motivo di credere che il cinghiale barbato di Palawan sia meno minacciato di quanto non fosse nei primi anni '90, queste informazioni di base sembrano ancora mancare.